# Bodilis
Bodilis is een gemeente in het Franse departement Finistère, in de regio Bretagne. De plaats maakt deel uit van het arrondissement Morlaix. Bodilis telde op 1 januari 2022 1.700 inwoners.

## Geografie
De oppervlakte van Bodilis bedroeg op 1 januari 2022 20,08 vierkante kilometer; de bevolkingsdichtheid was toen 84,7 inwoners per km².

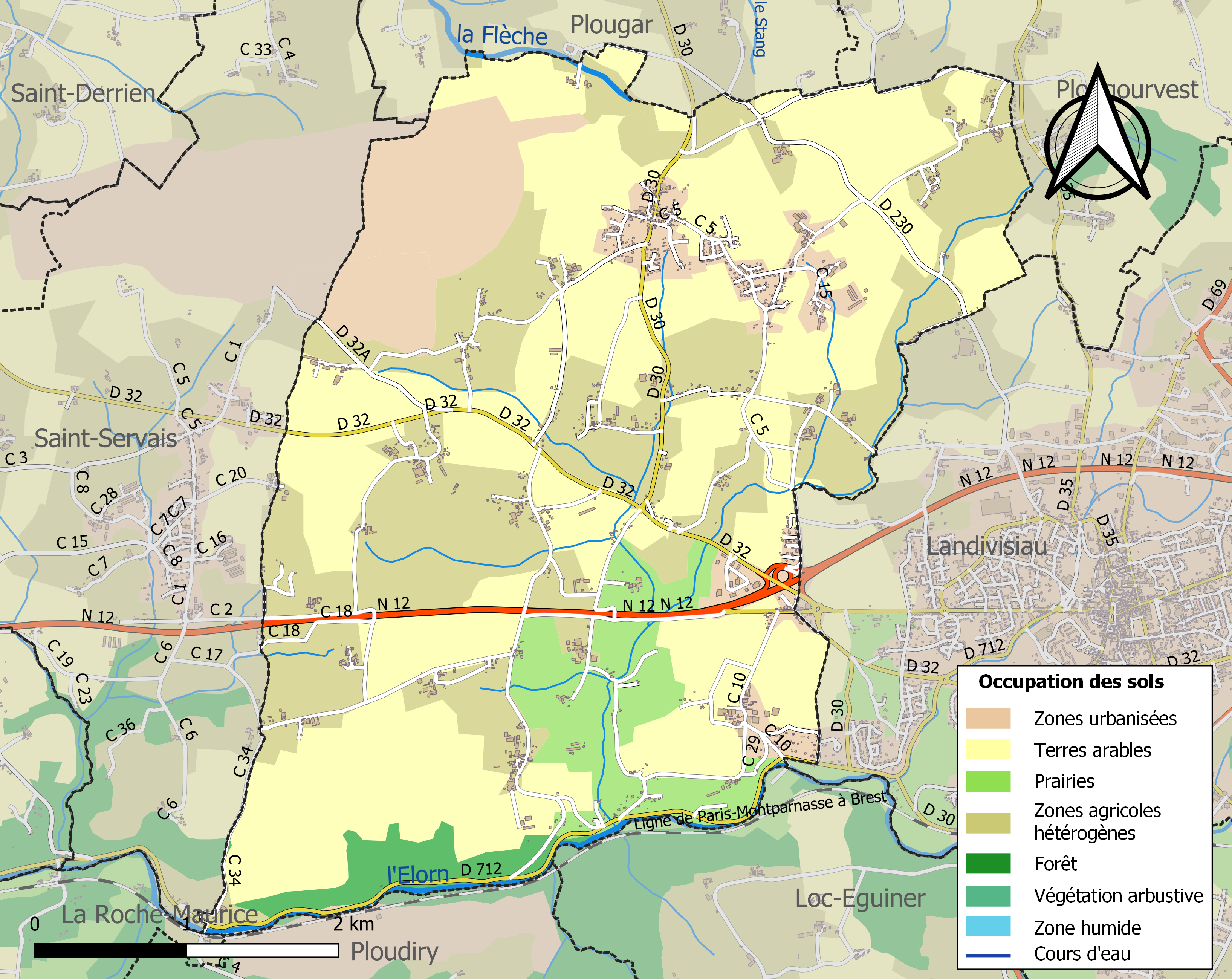
Kaart van de gemeente met belangrijkste infrastructuur, bodemgebruik en omliggende gemeenten

## Demografie
Onderstaande figuur toont het verloop van het inwonertal (bron: INSEE-tellingen).